# Frischdampf
Als Frischdampf bezeichnet man den Dampf mit seinen Parametern, mit dem die Kolben einer Dampfmaschine bzw. die Leit- und Laufschaufeln einer Dampfturbine beaufschlagt werden.
Abdampf hingegen ist der Dampf, der, nachdem er seine Arbeit am Kolben oder der Turbine verrichtet hat, am Dampfaustritt ausströmt. Er kann anschließend zu Überhitzungszwecken wieder in den Dampferzeuger zurückgeführt werden und als sog. Zwischendampf erneut genutzt werden.